# مات روي
مات روي (بالإنجليزية: Matt Roy)‏ هو متزلج جماعي أمريكي، ولد في 16 أبريل 1959 في نيويورك في الولايات المتحدة.

## وصلات خارجية
- مات روي على موقع أوليمبيديا (الإنجليزية)